# Port lotniczy Tanga
Port lotniczy Tanga (ang.: Tanga Airport, kod IATA: TGT, kod ICAO: HTTG) – port lotniczy zlokalizowany w tanzańskim mieście Tanga.

## Linie lotnicze i połączenia
| Linia Lotnicza   | Kierunek                                        |
| ---------------- | ----------------------------------------------- |
| As Salaam Air    | 1. Pemba                                        |
| Auric Air        | 1. Pemba 2. Zanzibar                            |
| Coastal Aviation | 1. Arusza 2. Dar es Salaam 3. Pemba 4. Zanzibar |